# Laboratorium Cavendisha

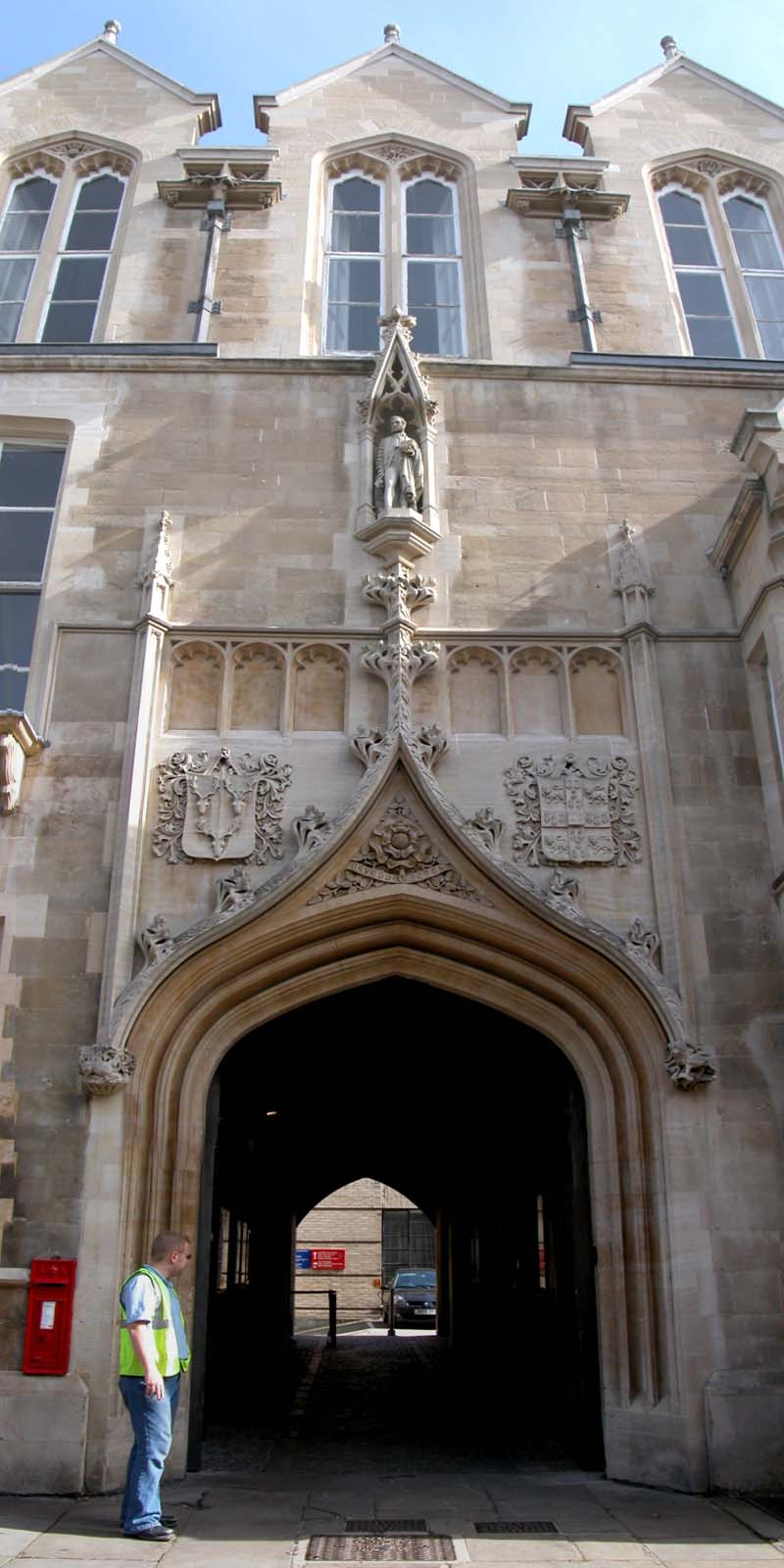
Wejście do dawnego budynku Laboratorium Cavendisha

Laboratorium Cavendisha (ang. Cavendish Laboratory) – część struktury Uniwersytetu Cambridge stanowiąca jego wydział fizyki, utworzona w 1874 r. jako laboratorium przeznaczone do nauczania. Prowadzi się w nim badania m.in. w zakresie nadprzewodnictwa, mikroskopii elektronowej, radioastronomii, chemii oraz biologii (rentgenografia strukturalna).
Jednostka powstała na cześć Henry Cavendisha z funduszy Williama Cavendisha, fundatora i ówczesnego rektora uniwersytetu.

## Historia
Budowę budynku wydziału rozpoczęto w 1871 r., po wydaniu stosownej decyzji senatu uczelni w 1869 r. Otwarcie nastąpiło w 1874 r. Powstanie laboratorium nadzorował fizyk James Clerk Maxwell, który został także jego pierwszym kierownikiem. W roku 1974 Laboratorium przeprowadzono do nowych budynków w zachodniej części Cambridge.
Lista kolejnych kierowników Laboratorium Cavendisha:
- James Clerk Maxwell (1871–1879)
- Lord Rayleigh (1879–1884)
- J. J. Thomson (1884–1919)
- Ernest Rutherford (1919–1937)
- William Lawrence Bragg (1938–1953)
- Nevill Mott (1954–1971)
- Brian Pippard (1971–1984)
- Sam Edwards (1984–1995)
- Richard Friend (1995–)

## Pracownicy
Obecnym dyrektorem laboratorium, a jednocześnie szefem wydziału fizyki jest profesor James Stirling, specjalizujący się w teoretycznej fizyce cząstek elementarnych.
Pracownikami laboratorium było 29 laureatów Nagrody Nobla, m.in. Lord Rayleigh, J.J. Thomson, Ernest Rutherford, C.T.R. Wilson, Paul Dirac, Piotr Kapica, Lawrence Bragg, Max Perutz czy John Kendrew. Było ono także miejscem ustalenia struktury DNA przez Jamesa Watsona i Francisa Cricka w 1953 r.